# Lampedusa durante le guerre napoleoniche
L'isola di Lampedusa durante le guerre napoleoniche ebbe un ruolo rilevante nelle trattative di pace che s'intavolarono nel 1802 per cercare di porre fine al conflitto. La Francia di Napoleone Bonaparte cercava un compromesso con il Regno Unito di re Giorgio III per convincere gli inglesi a evacuare Malta (da questi militarmente occupata fin dal 1800); Lampedusa fu allora designata come possibile territorio di scambio per l'Impero britannico. Inoltre, l'influenza degli inglesi in essa, grazie soprattutto alla vicinanza con l'arcipelago maltese, fu abbastanza evidente fino alla fine della guerra europea, quando Napoleone si arrese a Fontainebleau nel 1814, determinando l'allontanamento delle truppe di Sua Maestà Britannica dalla Sicilia e dalle sue isole.

## Contesto storico

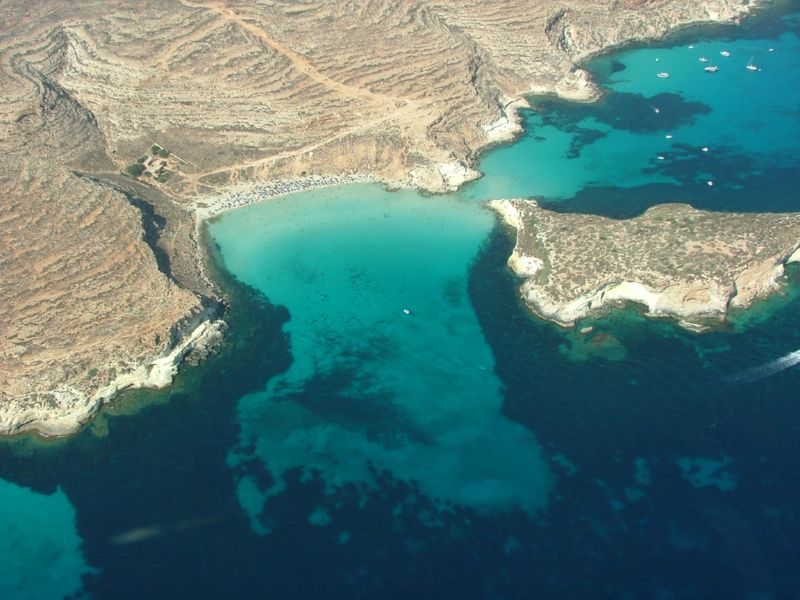
Parte della costa lampedusana (a destra una sua appendice: l'isola dei Conigli)

Lampedusa, per via della sua posizione geografica, posta al confine tra le isole siciliane e il continente africano, fu fin dall'antichità visitata da diversi popoli del Mediterraneo, soprattutto Fenici e Arabi. Tuttavia essa rimase per molti secoli disabitata e la sua storia moderna incomincia proprio con una testimonianza che la pone in correlazione con Malta, della quale rappresenta il confine sud-occidentale.
Quando il sultano dell'Impero ottomano, Solimano il Magnifico, tentò nel 1565 la conquista di Malta, allora sede dei cavalieri dell'Ordine di San Giovanni di Gerusalemme, il viceré di Sicilia, lo spagnolo García Álvarez de Toledo y Osorio, comandante l'armata che doveva soccorrere gli assediati, lasciò Siracusa (città posta sulla costa sud-orientale della Sicilia, confine nord-orientale di Malta e luogo frequentato dall'Ordine gerosolimitano, nonché in quel momento rifugio dei civili maltesi) approdando a Lampedusa, in attesa di giungere nell'arcipelago maltese (Álvarez de Toledo fu a lungo indeciso se soccorrere o meno i cavalieri, per paura di lasciare la Sicilia scoperta a un attacco del sultano).
Malta, difatti, forma le prime testimonianze di abitato storico a Lampedusa: dopo che il re di Spagna Carlo II la concesse nel 1667 alla famiglia Tomasi (i cui membri dall'isola in seguito presero il nome, divenendo noti come i principi Tomasi di Lampedusa), questi a loro volta, sconfortati dalle continue incursioni barbaresche, dalle quali non potevano difendere l'isola, finirono per consegnarla nel 1800, tramite contratto di perpetuo enfiteusi, al maltese Salvatore Gatt, il quale trasportò sull'isola - fino ad allora disabitata - dei lavoratori maltesi.
Gatt vi impiantò anche del bestiame e restaurò il vecchio castello, ponendovi dei cannoni. Per avere protezione dagli assalti dei pirati, il maltese issò sul forte la bandiera britannica, traendo giovamento dalla presenza dell'esercito inglese che in quei frangenti si trovava dislocato sul mare di Sicilia e nell'isola di Malta (in quello stesso anno strappata ai francesi) per contrastare le mire espansionistiche di Napoleone Bonaparte.

## Lampedusa sul tavolo delle trattative di pace ad Amiens
Nel 1798 Napoleone Bonaparte, con la flotta francese, aveva occupata militarmente l'isola di Malta, dichiarando l'Ordine giovannita decaduto. I cavalieri, per la maggior parte originari della Francia, non opposero resistenza e consegnarono Malta a Bonaparte. L'Inghilterra allora intervenne, spronando il re di Sicilia (unico proprietario legittimo dell'arcipelago maltese) alla riconquista dell'isola. Nel 1800 gli uomini dell'ammiraglio Horatio Nelson, futuro comandante della Mediterranean Fleet (distaccamento della Royal Navy), riuscirono nell'impresa di sottrarre Malta ai francesi e porla sotto protettorato inglese.
Napoleone chiamò quindi in causa un'altra potenza che da tempo intratteneva relazioni con Malta: la Russia dello zar Paolo I Petrovič Romanov, dando a costui il suo, almeno apparente, placido assenso affinché i russi reclamassero all'Inghilterra il possesso di Malta; la qual cosa fu bene accettata dallo zar ma fu altrettanto prontamente rifiutata dall'Inghilterra. Si accese quindi una nuova ostilità tra l'Impero britannico e l'Impero russo.
A questo punto le potenze stabilirono di placarsi momentaneamente e incontrarsi in Francia, ad Amiens nel 1802, per cercare una soluzione politica che potesse evitare la continuazione del conflitto armato. In tale contesto comparve, come potenziale bene di scambio, il nome del territorio che confinava a sud con Malta: l'isola di Lampedusa.

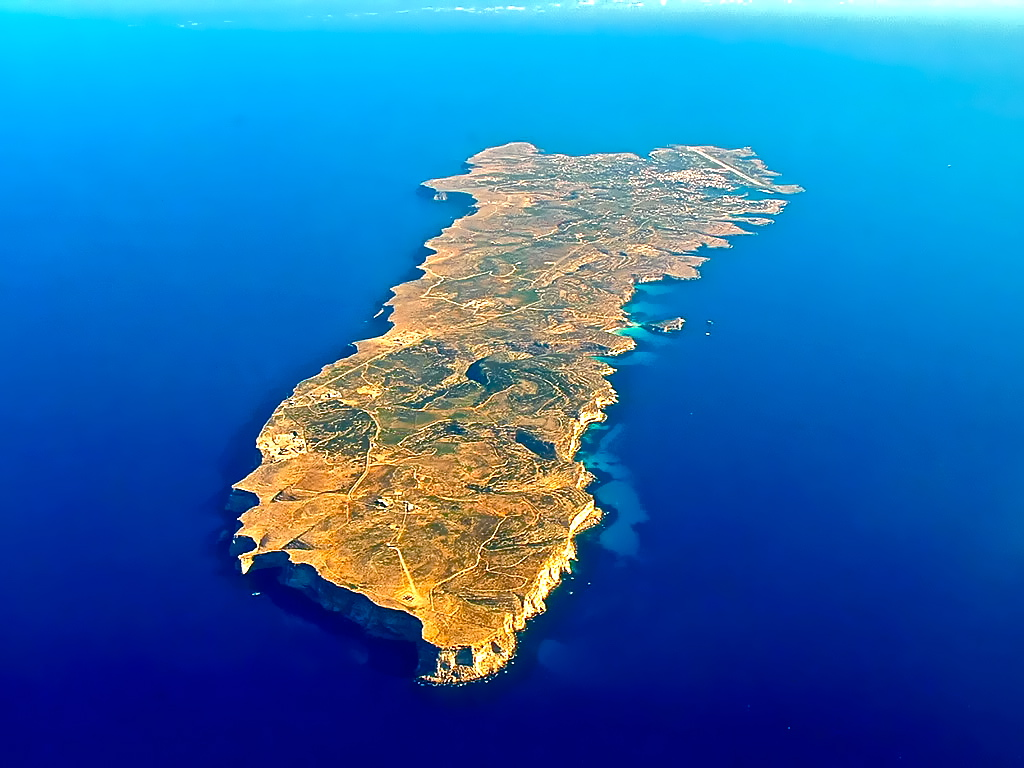
Lampedusa, oggetto di scambio ad Amiens

Fu proposto dalla Russia che essa si stanziasse a Malta, come garante della pace, al fine di prevenire ulteriori invasioni o da parte francese o da parte britannica. Che all'Inghilterra venisse ceduta l'isola di Lampedusa e l'isola di Linosa (una piccola isola vicina a Lampedusa e da questa dipendente). A Bonaparte infine si proponeva la cessione del già occupato Piemonte (capitale del Regno di Sardegna), gli si chiedeva però l'evacuazione degli altri territori occupati, tra i quali il Regno di Napoli.
L'offerta russa non piacque invero né all'Inghilterra né alla Francia. I ministri di Sua Maestà Britannica fecero una controproposta: l'Inghilterra si sarebbe tenuta Malta fino a quando Lampedusa non sarebbe stata pronta per essere colonizzata, il che avrebbe richiesto parecchi anni, poiché il suolo lampedusano aveva, difatti, la fama di essere poco fertile e le sue coste avevano bisogno di molti investimenti in denaro per essere rese adatte ad ospitare una flotta marittima come quella britannica; mancava inoltre di solide difese contro la costante presenza di pirati barbareschi.
Gli inglesi chiedevano quindi di essere lasciati, indisturbati, come garanti nell'isola di Malta al posto dei russi. Essi ritenevano che sarebbero serviti dai 6 ai 10 anni prima di poter sistemare Lampedusa. Nel frattempo Malta sarebbe rimasta in loro potere.
Napoleone fece sapere agli inglesi di non avere nulla in contrario alla cessione di Lampedusa da parte del re di Sicilia a sua maestà britannica, ma non avrebbe tollerato ulteriormente, in alcun modo, la presenza inglese sull'isola di Malta, che andava evacuata immediatamente. Napoleone fu categorico: disse che avrebbe preferito vedere gli inglesi padroni di una parte di Parigi piuttosto che lasciarli liberi di possedere Malta, arrivando a intimare loro «Malta o la guerra».
Ad Amiens venne infine stabilito che l'isola di Malta dovesse essere ceduta nuovamente all'Ordine dei cavalieri gerosolimitani e posta ancora una volta sotto la sovranità del re di Sicilia. Tuttavia, gli inglesi si rifiutarono di evacuare l'isola in questione, valutando come non conveniente per loro la cessione di un'ottima base navale e fortezza come Malta per una meno predisposta come Lampedusa. La proposta venne definita inaccettabile. Della trattativa ufficiale non se ne parlò più. La guerra riprese.

## La presenza maltese e inglese nell'isola

### Il tentativo di colonizzazione da parte di Alexander Ball
Nel 1802, mentre ad Amiens si decidevano le sorti della guerra, il commissario dell'allora protettorato britannico di Malta, Sir Alexander Ball, fece una valutazione dell'isola di Lampedusa, definendola «un'eccellente appendice maltese ma una pessima sostituta».
Il concetto degli inglesi era chiaro: essi avrebbero volentieri accolto Lampedusa nei loro domini, ma per essa non avrebbero rinunciato all'arcipelago maltese; ben più vicino alla Sicilia rispetto a Lampedusa e ben più munito, poiché da secoli dimora di un forte e rinomato Ordine militare. Ball, ciononostante, mostrò uno spirito entusiastico per Lampedusa, consigliando all'Inghilterra l'acquisto dell'isola (fuori quindi dalle trattative di Amiens e senza cedere Malta).
Era comunque ben noto ai sudditi di sua maestà britannica che anche Malta aveva un punto debole non di poco conto: la sua fertilità. Malta aveva magnifici fondali per le navi, ma il suo suolo era manchevole di quella prosperità cerealicola e più in generale agricola che invece contraddistingueva la Sicilia da millenni. Difatti i maltesi, e in particolar modo i cavalieri che l'abitavano, per secoli si erano affidati ai rifornimenti siciliani per i beni di prima necessità; soprattutto i maltesi commerciavano con le città costiere di Siracusa, Augusta e Messina. Quando si erano verificate tensioni politiche tra i vari Stati, Malta ne aveva risentito, dato che i suddetti porti siciliani le venivano spesso interdetti. Considerando le alte possibilità che un caso simile in futuro potesse ripetersi, gli inglesi (specialmente Alexander Ball) valutarono di buono auspicio la creazione di una colonia agricola su di un'isola vicino a Malta. Lampedusa per questo motivo venne visitata più volte da personaggi britannici stanziati in quel momento sull'occupato territorio maltese.
Nonostante l'interesse di Ball, l'Inghilterra in quegli anni non fece alcun passo ufficiale verso le isole di Lampedusa e Linosa, stando però attenta che nessun'altra potenza, come la Francia, vi si insediasse: Lampedusa, già nel XVIII secolo, aveva attratto l'interesse di varie nazioni (comprese Francia e Russia), ma nessuna aveva infine concretizzato alcunché in essa, fino all'arrivo del maltese Gatt.
Mentre infuriava la guerra in tutta Europa, l'isola di Lampedusa ricevette nel 1810 una proposta d'acquisto da parte del commissario britannico Alexander Fernandez. Il maltese Gatt subaffittò a Fernandez Lampedusa (il quale gli avrebbe pagato 3.000 scudi l'anno), con lo scopo di impiantarvi una colonia agricola.
Fernandez arrivò a formare un abitato di 300 persone (200 secondo altre fonti), poste sotto il suo controllo in qualità di lavoratori della terra. Mise su una grande fattoria e nel 1811 riuscì ad ottenere dalle forze militari inglesi un piccolo contingente di 26 soldati, appartenenti al 14º Reggimento, che sbarcò sull'isola in suo appoggio.. Tuttavia, i britannici, valutando l'operato di Fernandez come un qualcosa di personale e privato, si rifiutarono di aiutarlo ulteriormente in questa impresa.
Nel 1813 la peste devastò la popolazione lampedusana. I maltesi si recarono in massa alle barche e abbandonarono l'isola. Sull'isola rimasero solo circa 50 o 60 persone. Nel 1814 il logorante conflitto bellico - che aveva ormai portato all'occupazione militare britannica di gran parte della Sicilia - giunse a una svolta definitiva: Napoleone Bonaparte si consegnò agli inglesi, dichiarando la resa a Fontainebleau all'inizio dell'aprile di quell'anno. Ciò cambiò nettamente il destino dei territori siciliani occupati. Il Regno Unito ottenne dal trattato di Parigi del maggio 1814 il possesso definitivo di Malta, in compenso però s'impegnava ad evacuare il resto della Sicilia.
L'impresa di Fernandez, che fin dall'inizio non aveva ottenuto il sostegno sperato dalla madrepatria, giunse quindi al termine: il generale britannico Thomas Maitland, governatore di Malta, il 25 settembre ritirò le truppe britanniche di stanza a Lampedusa. Fernandez era già fuggito dall'isola infetta nel 1813, ritirandosi, si sostiene, a Gibilterra.
La famiglia Gatt tornò in possesso dell'isola; vi si trasferì, ma a seguito di un contenzioso tra i Gatt e gli antichi principi di Lampedusa, l'isola ritornò ad essere proprietà dei Tomasi nel 1825, fino a quando i Borbone, a seguito della crescente tensione bellica formatasi in Sicilia nella prima metà del XIX secolo, non la occuparono prima militarmente e poi decisero di colonizzarla definitivamente sotto l'egida siciliana.